# Персонов, Иван Иванович
Иван Иванович Персонов (17 ноября 1899 года в с. Кочунове Бутурлинского района Нижегородской области — 24 мая 1938 года в Москве) — советский драматург, актёр; член Союза писателей.

## Биография
Тринадцатый ребёнок и единственный сын в семье зажиточных крестьян. Назван в честь отца — Ивана Андреевича. Начальное образование получил в церковно-приходской школе.
В 1910 году поступает на учёбу в Арзамасское реальное училище, считавшееся третьим в стране по успеваемости после Петербургского и Варшавского. В заявлении на имя начальника училища Смирнова И. А. отец мальчика пишет: «Я желал бы учить сына своего Ивана в Арзамасском реальном училище, покорнейше прошу допустить его к экзамену для поступления в 1 класс. Свидетельство об оспопрививании и метрическую выпись при сём прилагаю.»
Жил в доме С. И. Потехина (ныне ул. Горького,12). После учёбы прогуливался по провинциальному Арзамасу, сочинял стихи о деревне. Накопилось много тетрадей со стихами. С одной из них в 1916 году Иван пришёл к Порошенкову — владельцу типографии в Поповом переулке. Был издан сборник «Звук», первые экземпляры которого автор раздал друзьям по училищу. Один экземпляр был отправлен в Кочуново с надписью: «Отцу моему Ивану Андреевичу Персонову. Автор». Вскоре вышел ещё один сборник стихов, ядро которого составил сказ о России, написанный песенно-былинным слогом.
С 1916 года член социал-демократического кружка, которым руководила Мария Валерьяновна Гоппиус. О том, что свершилась Февральская революция в Арзамасе узнали 4 марта 1917 года. Кружковцы праздновали победу с красными флагами. В мае этого же года Персонов вступает в РСДРП(б).
Осенью 1917 года в училище образован ученический комитет. Иван Персонов возглавляет его, а также редактирует ученическую газету. Идёт работа по защите достоинства учащихся от произвола некоторых преподавателей. Реалисты всё настойчивее требуют демократизации учебно-воспитательного процесса. Одним из активистов комитета являлся и Аркадий Голиков. Персонов пишет памфлет «Свиньи», из-за которого пришлось покинуть стены реального училища.
До 1920 года работал агитатором, организатором партячеек по волостям Арзамасского уезда.
Параллельно с партийной работой с 12 ноября 1918 года Уисполком назначает Персонова инструктором по внешкольному образованию, а с 30 сентября 1919 года — районным заведующим. С февраля 1920 года Персонов — сотрудник Коммунистического союза молодёжи Арзамаса, член редколлегии газет «'''Молот'''» и «'''За свободу'''».
В эти годы в Арзамасе зарождается театр. Группа любителей сцены организовала художественный кружок, руководил которым режиссёр из Нижнего Новгорода А. В. Горов (Егоров). Иван Персонов становится самодеятельным актёром. Вскоре Уисполком поручает ему организацию театральной самодеятельности в городе и на селе. Он получает должность театрального инспектора.
Первым спектаклем, постановку которого осуществил театр, был «Дни нашей жизни» Андреева. Об актёре Персонове в Арзамасе установилась добрая слава. Он часто выступает под псевдонимом «И. Аратский». Артист Горьковского театра драмы А. Н. Панов называл его «человеком новой формации, знающим не только классический репертуар, но и быстро освоившим новые амплуа…». В начале 20-х годов главным героем сцены был рабочий. Такие роли прекрасно давались Персонову.
Спектакли шли часто — зимой в помещении клуба «Красная звезда», а летом тут же, в саду, в лёгком дощатом сарае.
В 1921 году Иван Иванович уехал из Арзамаса в Москву. В своей автобиографии он писал: «Увлечение театром породило непреоборимое желание пройти настоящую театральную школу». В 1924 году Персонов окончил курс драматического отделения Московского театрального техникума по специальности «актёр драмы». Дипломная работа — старик Ванюшин из пьесы «Дети Ванюшина». С 1925 по 1927 год работает стажёром — практикантом, а позже — преподавателем сценического искусства в театральном техникуме. Одновременно сотрудничает с рядом московских клубов в качестве художественного руководителя и режиссёра.
Первую пьесу «Урожай» опубликовал в 1924 году. В ней, как и в последующих произведениях, перед зрителем предстают картины из жизни кочуновских крестьян. Через два года выходят «Гнилые корни». Автор целиком отдаётся литературной работе. Одна за другой появляются пьесы: «Свои и чужие», «Нелады», «По волчьему следу», « Собственность» и другие. В 1933 году за «Собственность», которая перешагнула океан и была поставлена в Америке, на Нью-Йоркской сцене, Персонов получил премию газеты «Известия». Это был успех. И как итог — приём в Союз писателей. Членский билет Персонову вручал Алексей Максимович Горький. Пьеса «Собственность» выдержала 14 изданий на разных языках народов СССР.
Пьеса Персонова «Великий еретик», написанная в соавторстве с Г. Добржинским, была поставлена 40 театрами страны. Рецензии на его пьесы выходят на страницах центральных газет и театральных журналов. Произведения Персонова выдержали более 60 изданий.
Пьесы Персонова были необходимы клубам и театрам того времени. Вот, что писал автору секретарь комсомольской ячейки из Горьковского Заволжья: «Ваша пьеса „Гнилые корни“ очень заинтересовала нас и глубоко повлияла на публику. Сейчас наш клуб обслуживает четыре деревни. Товарищи мне поручили достать пьесу, которая заинтересует народ. У нас пьес подходящих нет. Нам нужно такие, в которых действующих лиц не больше десяти. А то получается некрасиво». Известно, что отряды активистов были малочисленными. Вот почему сцены почти всех деревенских театров обошли пьесы Персонова.
Страдал туберкулёзом и умер в Москве 23 мая 1938 года, не дожив до сорокалетнего возраста. Похоронен на Новом Донском кладбище.
Критики и историки литературы назвали Персонова ярким зачинателем советской деревенской драматургии, «деревенским Шекспиром».
В Бутурлинском историко-краеведческом музее хранятся пьесы, изданные при жизни Персонова, фотографии автора и фотографии с постановок пьес, а также автобиография с его личной подписью, написанная им незадолго до смерти.

## Произведения
- «Урожай» (пьеса в I действие) — 1924 год.
- «Нелады» (драма в III действиях) — 1927 год.
- «Язва» (пьеса в II действиях) — 1927 год.
- «Живая газета в деревне» (методическое руководство для работы драмкружков) — 1927 год.
- «Гнилые корни» (пьеса из деревенской жизни) — 1928 год.
- «Свои и чужие» (пьеса в IV действиях) — 1929 год.
- «Праздник мордобоя» (рассказ) — 1929 год.
- «По волчьему следу» (пьеса в IV действиях) — 1931 год.
- «Пармен» (рассказ) — 1931 год.
- «Собственность» («Родня») (сцены в III действия) — 1933 год.
- «Знатные ребята» (комедия в IV действиях) — 1934 год.
- «Беспокойный гость» (инсценировка рассказа Чехова в I действии) — 1935 год.
- «Ведьма» (инсценировка рассказа Чехова в I действие) — 1934 год.
- «Безумство храбрых» (историческая драма в IV действиях) — 1935 год.
- Сборник пьес. 1935 год.
- «Кровавое воскресенье» (сцены восстания и расстрела).